# Les Bébés turbulents
Pour plus de détails, voir Fiche technique et Distribution.
Les Bébés turbulents (Sing, You Sinners) est un film américain en noir et blanc réalisé par Wesley Ruggles, sorti en 1938.

## Synopsis
Les trois frères Beebe sont des chanteurs talentueux qui cherchent à faire leur chemin dans le monde. Joe Beebe est un joueur chronique et une source de grande consternation pour sa mère bien-aimée, qui souhaite seulement suivre l'exemple de son frère responsable David, qui reporte son mariage avec Martha Randall, régulièrement parce que Joe ne peut pas subvenir aux besoins de la famille. Mike Beebe, le plus jeune des trois frères, idolâtre son frère joueur et veut grandir pour lui ressembler. Alors que Joe est toujours à la recherche d'un angle, convaincu que son seul chemin vers le succès passe par le jeu, David préfère travailler dans son garage et rêve du jour où il pourra se permettre d'épouser Martha.
Après avoir perdu son nouvel emploi à la station-service locale pour avoir échangé de l'essence contre des articles de fouille, Joe se rend à Los Angeles et gagne bientôt de l'argent à l'hippodrome. Utilisant l'argent pour acheter un magasin d'échange, Joe échange ensuite le magasin contre un cheval de course nommé Oncle Gus. Après que Joe ait renvoyé à la maison des rapports élogieux sur son succès, Mother Beebe et Mike se rendent en Californie et restent avec lui. Plus tard, David et Martha se rendent également à Los Angeles et sont choqués de voir le reste de leur famille vivre au bord de la pauvreté à cause de la paresse de Joe. Contraint une nouvelle fois de reporter son mariage, David renvoie Martha chez elle.
Sans argent, Mother Beebe oblige ses fils à utiliser leur formation musicale et à travailler comme trio de chanteurs dans une boîte de nuit. Pendant ce temps, le jeune Mike a été choisi pour participer à une grande course en tant que jockey de l'oncle Gus. L'un de leurs concurrents, Harry Ringmer ( John Gallaudet ), soudoie le jeune de treize ans pour qu'il perde la course. Plus tard, lorsque Mike révèle l'arrangement à Joe, le frère aîné le rassure et lui conseille de courir pour gagner. Après que Mike et Oncle Gus aient remporté la course, Ringmer et l'un de ses voyous affrontent Mike et Joe et les battent. David et Mère Beebe viennent à leur secours, et le combat continue jusqu'à ce que Ringmer et son voyou abandonnent.
Avec assez d'argent pour payer leurs dettes, David essaie de quitter le groupe de chant, mais sa mère insiste pour qu'ils gardent tous leur emploi de chanteur stable, et ses fils sont d'accord. David envoie à Martha un télégramme lui demandant de revenir "les épouser tous les quatre", et les trois frères Beebe poursuivent leur carrière de chanteur.

## Fiche technique
- Titre original : Sing, You Sinners
- Titre français : Les Bébés turbulents
- Réalisation : Wesley Ruggles
- Scénario : Claude Binyon
- Musique : Boris Morros
- Photographie : Karl Struss
- Montage : Alma Macrorie
- producteur : Wesley Ruggles
- société de production :
- société de distribution : Paramount Pictures
- Pays de production :  États-Unis
- Langue originale : anglais américain
- Format : noir et blanc — 1,37:1 — son : mono
- Genre : comédie dramatique et film musical
- Durée : 88 min
- Dates de sortie : 
  - États-Unis : 17 août 1938 (New York City)
  - États-Unis : 2 septembre 1938
  - France : 9 août 1939

## Distribution
- Bing Crosby : Joe Beebe
- Fred MacMurray : David Beebe
- Donald O'Connor : Mike Beebe
- Elizabeth Patterson : Mme Daisy Beebe
- Ellen Drew : Martha Randall
- John Gallaudet : Harry Ringmer
- William Haade : Pete
- Irving Bacon

Acteurs non crédités
- Ethel Clayton
- Heinie Conklin
- Sheila Darcy
- Dell Henderson
- Hayden Stevenson
- Janet Waldo
- Cheryl Walker